# 传播过程模型

大多数模型都有一些组件和流程高度相似，例如发送者以讯息的形式编码其想要传输的讯息，并通过传输通道将编码后的讯息发送给接收者，而接收者会接受并解码信息，并给出某种形式的反馈。 在这个过程中，噪音可能会扭曲信息。

传播过程模型（英語：models of communication）概括了一系列信息传播过程，大多数模型都尝试概括一系列经过或不经过语言的信息传播过程。这类模型主要是为了简单的概括较为复杂的通信和沟通过程以助于研究人员提出假设、作出预测，并将通信和沟通方面的概念应用到现实中。 大多数传播过程模型都或多或少的受到批评，批评者认为传播过程模型“太过简单”、遗漏了真正通信或信息传播过程中比较重要的内容。通信模型整体通常采用图表的形式，大多数模型都有一些组件和流程高度相似，例如发送者以讯息的形式编码其想要传输的讯息，并通过传输通道将编码后的讯息发送给接收者，而接收者会接受并解码信息，并给出某种形式的反馈。
传播过程模型可以按预期用途和概念化方法分类。按预期用途分类，可以分为通用和专用模型两类，通用模型适用于各类通信和信息传播过程，而专用模型则仅限于特定类型的信息传播模式，例如大众传播。按概念化方法分类，可以分为线性传输模型、交互模型等类别，线性传播模型认为信息传播是发送者单向编码并向接收者发送信息的过程，而交互模型还包括反馈的过程，认为除了发送者发送的过程外，还包含接收者收到信息后进行反馈的过程。
信息传播相关的问题最早可以追溯到古希腊时期，但是传播学自20世纪中叶以来才发展成为一门独立的学科。早期的传播过程模型，例如香农-韦弗模型、贝尔洛模型等大都是线性传播模型，并在传播学的发展中被施拉姆模型这样的交互模型取代。

## 定义和功能
传播过程模型概括了一系列信息传播过程，尝试从一般的传播过程中抽象出最本质的组成元素和传播过程来描述一类传播过程。一些模型设计者认为，传播过程模型仅应当呈现出传播过程中最核心的部分。广泛意义上来说，尽管事实上传播过程模型大多关注人和人之间的信息传播过程，但信息传播不止于人和人之间，还可以发生在人与动物、动物与人之间。在各种传播过程模型中，一般模型尝试概括包含语言和非语言交流以及听觉、视觉、嗅觉等在内的各种传播过程。
由于传播理论试图提供一个能够准确表示潜在现实的更抽象的概念框架，保罗·科布利、彼得·舒尔茨等学者将传播过程模型同传播理论区分开来。罗伯特·克雷格认为，传播过程模型主要展示了信息的传播过程，而传播理论则进一步解释信息传播的本质。而弗兰克·丹斯则认为，事实上没有一种能够完全概括的传播过程模型，每种模型都只关注某些方面而缺失了其他方面，因而他认为采用一系列不同的传播过程模型来描述信息的传播过程。
传播过程模型对信息传播过程的简化和概括可以帮助学生和研究者判断一个信息传播过程中的主要步骤，并将相关理论运用于实际。 图形化的传播过程模型使描述和解释观察到的现象变得更容易。同时，传播过程模型可以指导假设和预测传播的过程，并量化传播过程。传播过程模型通过这些方式来改善传播过程，避免噪声造成的失真，监测社会和经济因素如何影响信息传播的质量。

## 基本概念
大多数传播过程模型都有诸如“发送者”、“接收者”、“消息”、“传输通道”、“信号”、“编码”、“解码”、“噪声”、“反馈”和“语境”这样相同的概念，但是这些概念所指的含义因具体模型而异 ，而且有的时候可能会有多个术语描述同一个概念。
消息具有多种形式，可以是口头的，也可以是非口头的，但一定承载了一定的信息。当发送者产生消息后，消息就会编码为能够通过传输通道传输的信号，然后通过传输通道传输给接收者。例如，假定有一个人想要告诉别人他的想法，那么首先他的大脑就会将他的想法处理为声音，然后说出来，最后传输到接收者的脑中。解码则是编码的逆过程，当接收者接收到信号后就会将信号解码为消息。
噪声是从发送者发送消息到接收者接收消息这段过程中对消息影响的总称。有学者认为应当区分环境噪声和语义噪声，环境噪声存在于从发送者到接收者这段路程中，而语义噪声则存在于编码或解码的过程中，例如，当接收者没有按发送者预期那样理解消息中的一个模棱两可的词的时候，就属于语义噪声。
反馈是指接收者接收到信息后返回给发送者的信息。语境则是指信息传播的环境，这是一个泛指，可以指代发送者、接收者所处的物理环境，也可以指代精神状态及社会状态等。

## 分类
传播过程模型可以按多种方法分类。按预期用途分类，可以分为通用和专用模型两类，通用模型适用于各类通信和信息传播过程，而专用模型则仅限于特定类型的信息传播模式。 按概念化方法分类，可以分为线性传输模型和非线性传输模型等类别。大多数早期传播过程模型都是线性传播模型，认为信息传播是发送者单向编码并向接收者发送信息的过程。而非线性传输模型则是一个多方向的模型，信息在参与者之间循环流动。乌玛-纳鲁拉认为，线性传播模型描述的只是单一的传播行为，而非线性传播模型描述的则是整个传播过程。

### 线性传播模型

一种线性传播模型

线性传播模型认为信息的传播是一个单向的过程，在这个过程中，发送者将信息发送给接收者，随着接收者接收到信息，一次信息传播过程随即完毕。由于在线性传播模型中不存在接收者返回信息给发送者的反馈，发送者无法确认接受者是否已经正确的收到信息。大多数早期传播过程模型都是线性传播模型，构成较为简单，只关注发送者而不考虑接收者，因而无法准确捕捉到各种传播形式的动态特征。 但是线性传播模型也能很好地概括一些传播过程，例如包括短信、电子邮件等在内的大多数计算机的信息传播过程。线性传播模型主要包括亚里士多德、拉斯韦尔、香农-韦弗和伯洛的模型。

### 交互模型

一种交互模型

交互模型中，信息的传播是一个双向的过程，发送者和接收者不是固定不变的。两者互相交替，当接收者接收到发送者发送的信息时，就会返回给发送者一条信息，此时，接收者就变为了发送者。
在一个交互模型中，首先，发送者发送一条消息，然后接收者接受并返回一条消息，此后发送者和接收者互相交替，如此循环反复。这种反馈循环让发送者能够评估消息是否被接收者正确接收及消息是否被噪音干扰。相较于信息传播每个步骤中的技术问题，交互模型更倾向于关注交互过程，信息传播过程中包括物理环境、心理和情感因素等在内的环境因素因此在交互模型中更为重要。施拉姆的模型是最早的交互模型之一。

### 报告模型

一种报告模型

报告模型与互动模型有两个不同之处。一方面，报告模型认为发送和回应是同时进行的过程。例如描述听众如何使用身体姿势和面部表情等非语言交流来给予某种形式的反馈。通过这种方式，听众可以在讲者讲话时发出信号以即时表明他们是否同意信息。这种即时反馈可能反过来影响讲者在产生信息时信息的内容。另一方面，报告模型强调信息的意义是在传播过程中产生而非在传播前产生的，例如社交关系、个人身份和社区环境等环境背景所对信息所造成的不同程度上的影响。
报告模型侧重于社会条件和环境背景对信息传播的影响。在报告模型中，这些影响因素通常分类为社会背景因素、社交关系因素和文化背景因素。其中，社会背景因素明确或隐含地规范了什么形式的信息和反馈是可接受的，例如在他人讲话时插嘴打断礼不礼貌、是否应当回应他人的问候等。社交关系则涉及交流者之间的先前关系和共同历史，包括交流双方是朋友、邻居、同事还是对手等因素。而文化背景则确定了交流者的社会身份，如种族、性别、国籍、性取向和社会阶层等。巴恩伦德的传播过程模型是早期比较知名的报告模型。

### 人际沟通与自我沟通
人际沟通是指在两个或更多人之间的信息互相传递，例如在街上问候某人或打电话。相对地，自我沟通就是一个人在内心中自己同自己所进行的信息传递，例如，一个人可能会因为即将下雨而思考是否要收衣服。多数传播过程模型都侧重于描述人际沟通而非自我沟通，通常探讨发送者如何编码信息、信息如何传输、信息的扭曲以及接收者如何解码和理解这条信息。
也有一些专门描述自我沟通的传播过程模型，多数描述自我沟通的传播过程模型倾向于研究内外刺激所带来的信息传递过程。描述自我沟通的传播过程模型以多种方式解释这些信息传递过程。

### 研究动植物之间信息传播过程的模型
传播学的研究范围不止于人类之间的交流，还包括动植物之间的信息传播。这类模型倾向于描述信息传播对动植物行为的实际影响而非过程，例如，研究信息传播是否为作为信息载体的生物提供进化上的优势。
有一部分动物之间的信息传播模型同人类之间的信息传播模型相似，认为信息传播的过程就是信息交流的过程，并且这类信息交流有助于生物按对其有利的方式作出行动。也有一部分动物之间的信息传播模型认为动物之间信息传播的关键不在于信息的交流，而在于信息对其他生物所产生对发送者有利的影响。还有一部分模型认为信息传播有助于动物之间进行合作，从而使信息发送接受双方受益。

## 发展史
有关传播学的研究最早可以追溯到古希腊的亚里士多德，但是传播学自20世纪中叶以来才发展成为一门独立的学科。早期，传播学常借鉴心理学、社会学、人类学和政治学等其他学科的模型和概念。然而随着其不断规范化、理论化，传播学开始产生自己的模型和概念，自1940年起，许多信息传播过程模型相继提出，早期的传播过程模型，例如香农-韦弗模型、贝尔洛模型等大都是线性传播模型，并在传播学的发展中被施拉姆模型这样的交互模型取代。

### 亚里士多德
有关传播过程模型的研究最早可以追溯到古希腊的亚里士多德，他是最早提出传播模型概念的人。他在他的著作《修辞学》中进一步讨论了传播过程模型，称传播过程模型算得上是一种艺术。他的传播过程模型侧重于公众演讲方面，主要包含演讲者、信息、听众、场合和效果五个要素。
他的模型认为，同样的信息在不同的场合可以起到截然不同的效果，因此，演讲者如果希望能够通过演讲打动听众，继而说服他们接受某种观点或作出某种行动，就需要考虑这些因素，调整信息，进行优化组合，以期达到预期效果。亚里士多德的传播模型中的许多组件在现在的传播过程模型中依然存在。

### 拉斯韦尔

拉斯韦尔的传播过程模型

传播过程模型发展早期的一个重要模型是哈罗德·拉斯韦尔于1948年提出的模型。该模型以“5W”（即Who? Says what? In which channel? To whom? When effect?）描述传播过程，5W中的五个问题分别对应了传播模型中发送者、信息、传输渠道、接收者和效果五个部分。例如就报纸及其新闻标题而言，5W中的五个问题分别对应记者、标题、报纸、读者和读者的感受。拉斯韦尔为每个问题都划分了对应的研究领域，有控制分析、内容分析、媒体分析、受众分析和影响效果分析等。拉斯韦尔的模型在学界中通常认为是一种为分析大众传播而设计的线性传播模型。多数学者认为拉斯韦尔的模型适应范围较广，但也有些学者认为拉斯韦尔的模型不算传播过程模型，而更像是一种提问工具或一类公式。
有批评意见指出，拉斯韦尔的模型过于简单，没有考虑噪音和循环等因素，也没有考虑外部因素对传播过程的影响。因此，有学者在拉斯韦尔模型的基础上扩展了新的内容，例如理查德·布拉多克在1958年增加了什么情况下和为什么两个问题。

### 香农-韦弗模型

香农-韦弗模型

香农-韦弗模型是另外一个传播过程模型发展早期的重要线性传播模型，仿照电话通话的过程设计，在1948年提出。香农-韦弗模型定义了通信过程中的五个基本组件：信源、发送端、信道、接收端、终端。信源产生信息，并由发送端转为信号后经由信道发送给接收端，接收端接收到信号后翻译信号为信息，然后传递给终端。尽管香农-韦弗模型是仿照电话通话的过程设计的，但香农-韦弗模型的目的是概括所有形式的信息传播过程而非单纯的描述电话通话中信息传播的过程。同样以打电话为例，拨出电话的人是信源，电话作为将声音转为电信号并发送的发送端，连接电话间的电线是信道，而接电话的人就是终端，他用的电话机就是接收端。
香农-韦弗模型将信息传播过程中可能会产生的问题分为技术、语义和有效性三个方面，分别对应信号在信道中如何传输，信号如何承载信息和如何确保终端收到的信息符合预期。 香农和韦弗将设计模型的重心放在了技术方面上，试图通过消息冗余来检测信息在传播的过程中是否因噪声干扰而失真，以减小终端收到的信息不符合预期的可能性。
香农-韦弗模型在传播理论和信息理论领域具有重要影响，但也有一些批评。对香农-韦弗模型的批评集中在香农-韦弗模型将信息的传播过程简化为单向过程，而非双向动态过程。

### 纽康

纽康模型

西奥多·纽康在他1953年的论文《沟通行为研究的方法》中，首次提出了一个新的传播过程模型，即纽康模型。纽康模型又称ABX传播模型，该模型可以简易地描述为两个参与者（A和B）围绕着一个主题X进行互动而实现信息的传播。其中，参与者A和B可以是个人，也可以是国家或各种社会组织，而主题X涵盖了A、B所处环境的各个部分，即A、B可以就已知环境中的任何部分进行讨论。与早期传播过程模型所不同的是，纽康模型更加关注参与者的关系，如双方对互相的态度和双方对主题X的态度等。并且纽康模型认为，这些关系对信息传播过程有所影响。
纽康模型认为，沟通或信息的传播是因为双方信息不对等而产生的“应激反应”，其社会功能是通过信息的动态平衡维持社会整体的稳定。 在信息传播的过程中，信息在A、B之间传播的方向会有所变化，双方相互影响。在这种情况下，双方对主题X的认知差异会使得A、B关系紧张，此时沟通或信息传播的目的就是缓解双方关系，以期维持整体稳定。例如，若A、B是朋友，X是两者均认识的人，如果A喜欢X而B不喜欢，那么就会产生认知差异，在一定程度上使双方关系紧张，此时A、B之间的沟通可以减小认知差异，继而缓解两者关系，最终实现信息平衡以维持整体稳定。

### 注脚
1. ↑  Fujishin 2009，第8頁.
2. 1 2 3 4 5 6 7  Ruben 2001，Models Of Communication.
3. 1 2  West 2010.
4. 1 2 3  Narula 2006，第10–12, 23–25頁，1. Basic Communication Models.
5. 1 2 3 4 5 6 7 8 9 10 11 12 13 14  UMN staff 2013，1.2 The Communication Process.
6. 1 2  Cobley & Schulz 2013，第7–10頁，Introduction.
7. 1 2  Craig 2013，第46–47頁.
8. 1 2  Narula 2006，第23頁，1. Basic Communication Models.
9. 1 2  Sereno & Mortensen 1970，第122–3頁，Communication Theory: Decoding-Encoding.
10. 1 2  Chandler & Munday 2011，第125頁，encoding.
11. 1 2  Chandler & Munday 2011，第44頁，channel.
12. 1 2  Fiske 2011，第24, 30頁，2. Other models.
13. 1 2 3  Narula 2006，第1–8頁，Introduction.
14. 1 2 3  Chandler & Munday 2011，第60頁，communication models.
15. 1 2  Cobley & Schulz 2013，第1–7頁，Introduction.
16. ↑  UMN staff 2013，1.1 Communication: History and Forms.
17. ↑  Craig 1999.
18. ↑  Narula 2006，第23–25頁，1. Basic Communication Models.
19. 1 2 3 4 5  McQuail 2008，第3143–9頁，Models of communication.
20. ↑  Steinberg 2007，第91頁.
21. ↑  Chandler & Munday 2011，第296頁，noise.
22. ↑  Chandler & Munday 2011，第72頁，context.
23. ↑  Narula 2006，第12–14頁，1. Basic Communication Models.
24. 1 2 3  Chandler & Munday 2011，第438頁，transmission models.
25. 1 2 3 4  Kastberg 2019，第56頁.
26. ↑  Narula 2006，第15頁，1. Basic Communication Models.
27. ↑  Cobley & Schulz 2013，第41頁.
28. ↑  Hakanen 2007，第28頁.
29. ↑  Narula 2006，第15–19頁，1. Basic Communication Models.
30. 1 2  Littlejohn & Foss 2009，第176頁.
31. ↑  Barnlund 2013，第48頁.
32. 1 2 3 4  Chandler & Munday 2011，第387頁，Shannon and Weaver's model.
33. ↑  Blythe 2009.
34. ↑  Barnlund 2013，第58頁.
35. ↑  Barker & Wiseman 1966，第173頁.
36. ↑  Lederman 2002，第490–2頁，Intrapersonal communication.
37. ↑  Selnow & Crano 1987，第124頁.
38. ↑  UMN staff 2010.
39. ↑  Danesi 2009，第164頁.
40. ↑    - Wood 2012，第15–7頁
  - Chandler & Munday 2011，第60頁，communication models
  - Farley 1992，第481–484頁
  - Barker & Wiseman 1966，第172頁
41. ↑    - Barker & Wiseman 1966，第173-7頁
  - Deetz 2011，第633-4頁
  - Vocate 1994，第181–2頁
  - Barnlund 2013，第43-8頁
42. ↑    - Ferretti 2022，第35–6頁
  - Baluška & Ninkovic 2010，第7, 128頁
  - UMN staff 2013，1.1 Communication: History and Forms
  - Carey 2008，第25頁
43. ↑  Balda, Pepperberg & Kamil 1998，第227–9頁.
44. ↑  Krebs & Dawkins 1995，第381頁, cited in Ferretti 2022，第35–6頁
45. ↑  Ferretti 2022，第35–6頁.
46. 1 2 3  Narula 2006，第25頁，1. Basic Communication Models.
47. ↑  Rosenfield 2011，第61–62頁，III. An Aristotelian Theory of Communication.
48. 1 2  Eisenberg & Gamble 1991，第25頁.
49. 1 2  Steinberg 2007，第52–3頁.
50. 1 2 3 4 5  Sapienza, Iyer & Veenstra 2015，第599–622頁.
51. ↑  Narula 2006，第26頁，1. Basic Communication Models.
52. ↑  Fiske 2011，第30–31頁，2. Other models.
53. 1 2  Watson & Hill 2012，第154頁，Lasswell's model of communication.
54. 1 2 3  Tengan, Aigbavboa & Thwala 2021，第110頁.
55. ↑  Berger 1995，第12–3頁.
56. ↑  Baldwin et al. 2014，第204頁.
57. ↑  Lasswell 1948，第117頁，The Structure and Function of Communication in Society.
58. ↑  Wenxiu 2015，第245–9頁.
59. ↑  Feicheng 2022，第24頁.
60. ↑  Braddock 1958，第88–93頁.
61. ↑  Weaver 1998，第7頁.
62. ↑  Li 2007，第5439–5442頁.
63. ↑  Shannon 1948，第381頁.
64. ↑  Shannon 1948，第380–382頁.
65. 1 2 3  Fiske 2011，第6–10頁，1. Communication theory.
66. ↑  Weaver 1998，第4–6頁，Recent Contributions to the Mathematical Theory of Communication.
67. ↑  Fiske 2011，第10–15頁，1. Communication theory.
68. ↑  Weaver 1998，第4–9, 18–19頁，Recent Contributions to the Mathematical Theory of Communication.
69. 1 2  Januszewski 2001，第29頁.
70. ↑  Marsh 1983，第358頁.
71. ↑  Newcomb 1953，第394頁.
72. ↑  Newcomb 1953，第393–404頁.
73. 1 2 3  Watson & Hill 2012，第195–6頁，Newcomb's ABX model of communication.
74. ↑  Newcomb, Theodore M. . Psychological Review. 1953, 60 (6). ISSN 1939-1471. doi:10.1037/h0063098 （英语）.
75. 1 2  Narula 2006，第22, 33頁，1. Basic Communication Models.
76. 1 2  Fiske 2011，第31–32頁，2. Other models.
77. 1 2  Feather 1967，第135–7頁.
78. 1 2  Gałajda 2017，第5頁.
79. 1 2 3  Fiske 2010，第29–32頁.
80. ↑  Mcquail & Windahl 2015，第27–8頁.